# Fortune Sacco FC
Der Fortune Sacco Football Club ist ein kenianischer Fußballverein mit Sitz in Kerugoya, Kirinyaga County.  Der Verein spielt aktuell in der ersten Liga des Landes, der Kenyan Premier League.

## Stadion
Der Verein trägt seine Heimspiele im Wang'uru Stadium in Wanguru oder im Kianyaga Stadium in Kianyaga aus. Das Stadion hat ein Fassungsvermögen von 4000 Personen.

## Saisonplatzierung
| Saison  | Liga                         | Level | Platz |
| ------- | ---------------------------- | ----- | ----- |
| 2021/22 | Kenyan National Super League | 2     | 2. ▲  |
| 2022/23 | Kenyan Premier League        | 1     |       |